# Spathiomorpha longipalpis
Spathiomorpha longipalpis är en stekelart som beskrevs av Sergey A. Belokobylskij 1985. Spathiomorpha longipalpis ingår i släktet Spathiomorpha och familjen bracksteklar. Inga underarter finns listade i Catalogue of Life.